# OT-64 SKOT

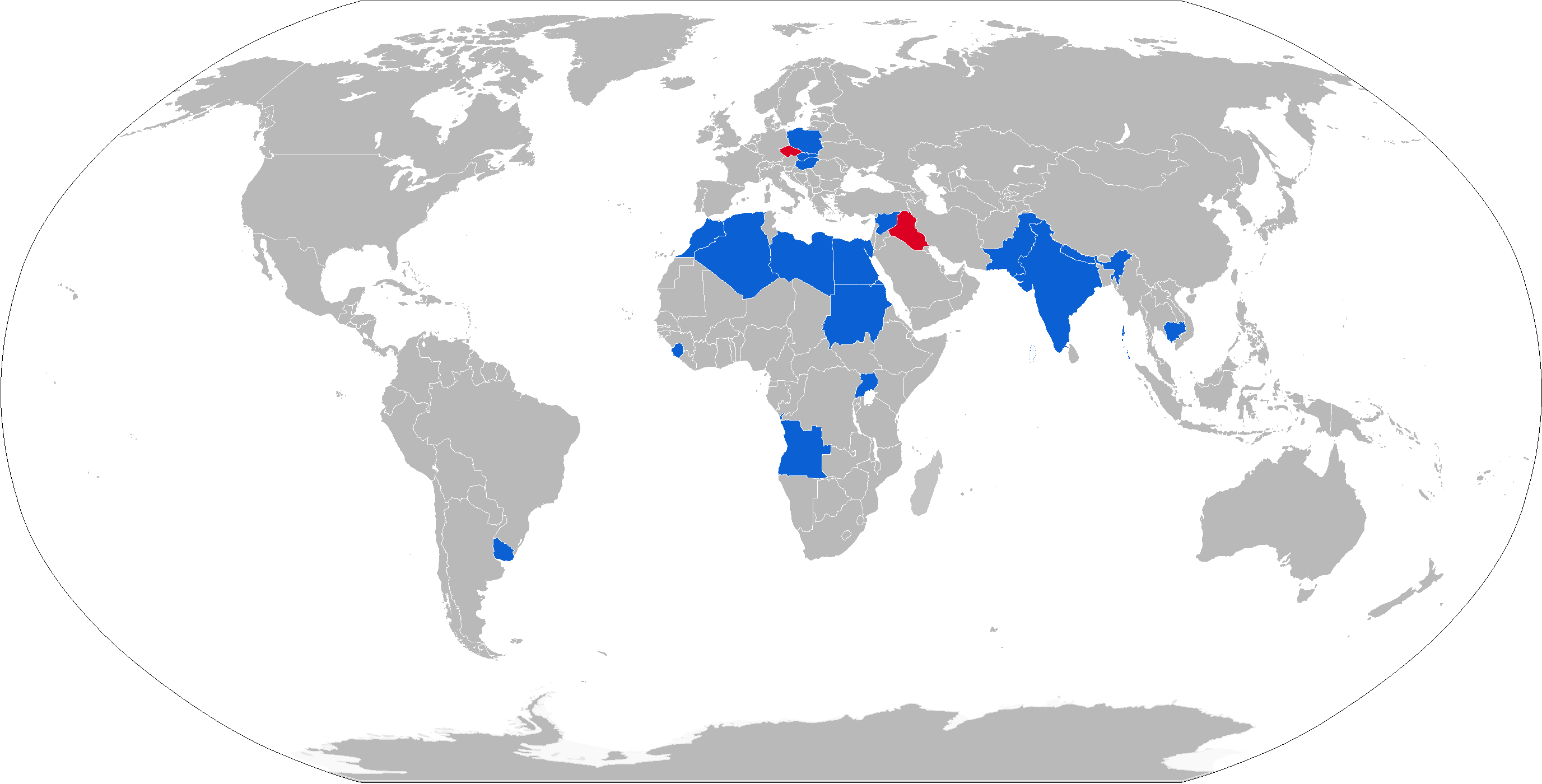
Usuarios de OT-64 SKOT

El OT-64 SKOT (acrónimo en checo para: Střední Kolový Obrněný Transportér y en polaco Średni Kołowy Opancerzony Transporter, Transporte Rápido Blindado de Personal) es un Transporte blindado de personal anfibio 8x8, desarrollado conjuntamente por Polonia y Checoslovaquia en los años 60.

## Historia
El OT-64 fue desarrollado para reemplazar al semioruga OT-810, el cual era casi idéntico al Sd.Kfz. 251 alemán de la Segunda Guerra Mundial. El primer prototipo fue construido en 1959. En 1961 se produjeron los primeros ejemplares y a partir de 1963 fue producido en Lublin (Polonia) por la Fabryka Samochodów Ciężarowych. Checoslovaquia suministró componentes como el motor, transmisión y ejes.
Los primeros vehículos de serie fueron entregados en 1964 a los ejércitos polaco y checoslovaco y muchos están todavía en activo, siendo gradualmente reemplazados por vehículos más modernos. Las unidades checas está previsto sean reemplazadas entre el 2007 y 2012.

## Operadores

### Militares

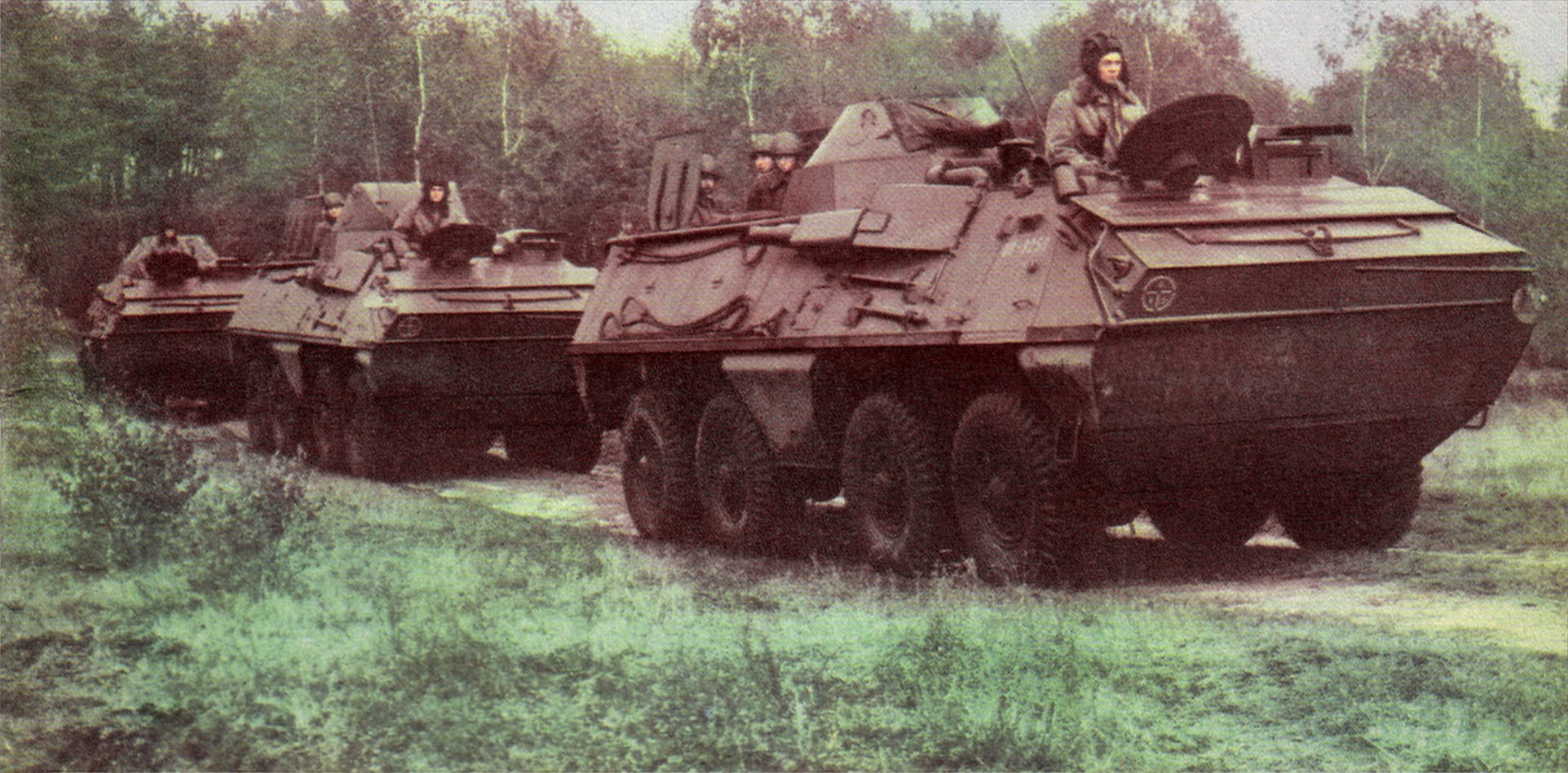
OT-64 SKOT-2A

- Argelia - 400 OT-64 SKOT  y BTR-60.[1]
- Camboya - 40, sin embargo, es probable que sean plenamente operativos, ya que hay 140 en Camboya 266 APC y plenamente operacionales. Todos los OT-64 APC parecen haber ido a la fuerza de reserva de Phnom Penh y algunos son utilizados por la policía militar
- República Checa - 28 OT-64 APCs en servicio desde el 1 de enero de 2008. Están programados para ser sustituidos por vehículos nuevos entre 2007 y 2012.[2]
- Hungría
- Egipto - 300
- India
- Libia
- Marruecos
- Polonia - A comienzos de los 1990s, los SKOT fueron retirados gradualmente del Ejército polaco, pasando a alrededor de 300-400, en particular de versiones R-2AM/AMT (para unidades de artillería) y R-3M, de ingeniería. El SKOT es reemplazado por el KTO Rosomak. Había 110 SKOT APC y SKOT en servicio desde 2005
- Sierra Leona
- Eslovaquia
- Sri Lanka - OT-64 SKOT
- Sudán
- Siria
- Uganda
- Uruguay - 100

### Ex operadores militares
- Checoslovaquia - Pasó a los Estados sucesores
- Irak - Todos destruidos o desguazados

### Operadores civiles

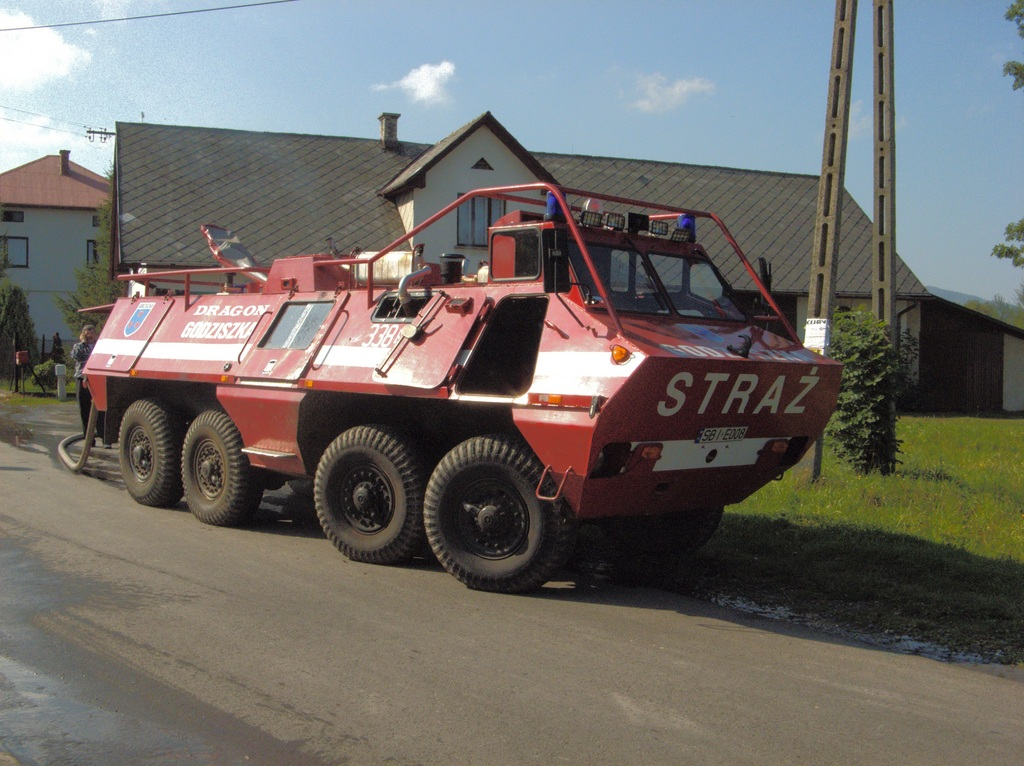
Vehículo extintor de incendios SKOT

- Al menos 2 SKOT APC : uno en República Checa y otro en Polonia modificados para extinguir fuego[3]
- Varios SKOT APCs en Polonia y en República Checa se vendieron a privados que se aseguraron de que estén en condiciones de trabajo y regularmente muestran entusiasmo en reuniones militares.[4] Algunos privados checos OT-64 tienen matrícula pudiendo moverse en caminos públicos.[5]